# Галущинецький ландшафтний заказник
Галущине́цький зака́зник — ландшафтний заказник місцевого значення в Україні. Розташований на схід від села Галущинці Тернопільського району Тернопільської області, на південь від Галущинського цеху ВАТ «Тернопільський кар'єр» і лісу. 
Площа 51 га. Створений рішенням Тернопільської обласної ради від 26 лютого 1999 року № 50. Перебуває у віданні КСП «Колос». 
Під охороною — фрагменти товтрової грядово-горбистої закарстової височини, складеної рифовими вапняками. Цінна степова рослинність: ковила волосиста, занесена до Червоної книги України, та рідкісні в області види — молодило руське, кизильник чорноплідний, осока низька, горицвіт весняний, аспленій муровий, цибуля подільська, підмаренник забутий, тринія багатостеблова, шавлія поникла, юринея вапнякова.